# Amrita Šer-Gilová
Amrita Šer-Gilová (30. ledna 1913, Budapešť – 5. prosince 1941, Láhaur) byla maďarsko-indickou malířkou, průkopnicí moderního indického umění. Ačkoli její dílo za jejího krátkého života nebylo mezinárodně známé, dnes je Šer-Gilová spolu s Tyebem Mehtou nejdražším indickým výtvarným umělcem. Indická vláda vyhlásila její práce za Národní umělecké poklady, většina z nich je umístěna v Národní galerii moderního umění v Dillí. Pokud se její obraz prodává v Indii, musí podle nařízení indické vlády zůstat v zemi - do světa se tak dostalo méně než deset jejích obrazů. Kvůli způsobu, jakým smísila evropské a tradiční indické umělecké formy, bývá označována za „indickou Fridu Kahlo“.

## Život a dílo
Narodila se v Maďarsku indickému otci, sanskrtskému učenci, a židovské matce, jež byla operní zpěvačkou. Většinu raného dětství strávila Amrita v Budapešti. Její rodina v Maďarsku však čelila finančním problémům a v roce 1921 se přestěhovala do indického města Šimla. Její strýc, maďarský indolog Ervin Baktay, si v roce 1926, během návštěvy v Šimle, všiml jejího uměleckého talentu a začal ho podporovat. V osmi letech se tak začala učit malovat. Ještě jako dítě byla vyloučena z klášterní školy kvůli prohlášení, že je ateistkou.
V roce 1923 její matka poznala italského sochaře, který v té době žil v Šimle. V roce 1924 se s ním přestěhovali do italské Florencie, kde Amrita navštěvovala uměleckou školu Santa Annunziata. Ačkoli zde dlouho nezůstala a vrátila se ještě v roce 1924 do Indie, dílo starých italských mistrů, které ve Florencii spatřila, ji silně ovlivnilo. V šestnácti s matkou znovu odjela do Evropy, do Paříže, kde se učila malovat na Académie de la Grande Chaumière u Pierra Vaillenta a Luciena Simona, a později na École des Beaux-Arts (1930–1934). Inspirovala se v Paříži zvláště dílem Paula Cézanna a Paula Gauguina. První uznání získala ve věku 19 let díky své olejomalbě s názvem Mladé dívky (1932). Byla nejmladší studentkou školy a jedinou Asiatkou, která obdržela zlatou medaili Národní společnosti krásných umění. 

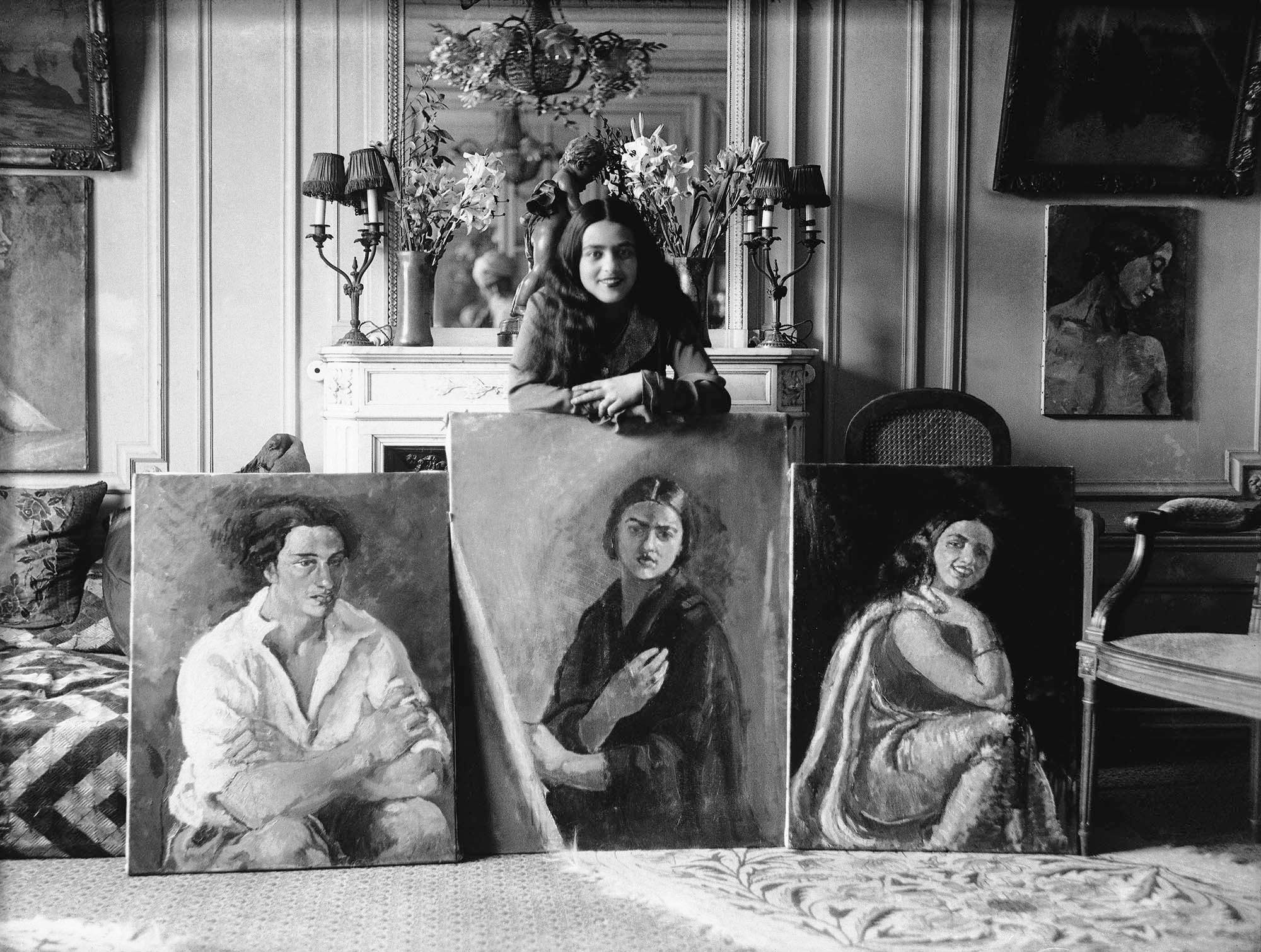
Amrita Šer–Gilová se třemi svými obrazy

V té době namalovala též sérii autoportrétů, které odrážejí její zápas s vlastní identitou. Její dopisy ostatně odhalily její úvahy o sexuální orientaci. Její práce Dvě ženy je považována za obraz jí samotné s přítelkyní Marií Louisou Chassanyovou.
V roce 1933 ji začala pronásledovat intenzivní touha vrátit se do Indie. Učinila tak roku 1934. Zde objevila a přijala tradici indického umění, na cestách po zemi našla novou inspiraci. Byla ovlivněna zejména malířskými školami Mughal a Pahari a jeskynními malbami v Adžantě. Na většině jejích obrazů jsou dívky a ženy vyjadřující typickou odevzdanost, trpělivost a důstojnost. První obraz nazvaný Skupina tří dívek, který namalovala po návratu do Indie, obdržel zlatou medaili na výstavě Bombajské umělecké společnosti v roce 1938.
Když jí bylo 25, vdala se za svého maďarského bratrance Victora Egana. V roce 1939 se usadili v Saraya, vesnici v indickém okrese Górakhpur. Po čase se přestěhovali do Láhauru. 
V roce 1941, několik dní před otevřením své první výstavy v Láhauru, vážně onemocněla a upadla do kómatu. Zemřela kolem půlnoci 5. prosince 1941 ve věku 28 let. Přesná příčina její smrti nebyla nikdy zjištěna. Jednou z teorií byla neúspěšná interrupce a následná peritonitida. Její matka obvinila jejího manžela Victora, že ji zavraždil. Ten byl skutečně den po její smrti zatčen a uvězněn, ale nikoli kvůli smrti své ženy, ale protože Británie (Indie byla stále britskou kolonií) v ten den vyhlásila válku Maďarsku a Victor byl internován jako národní nepřítel.

## Galerie

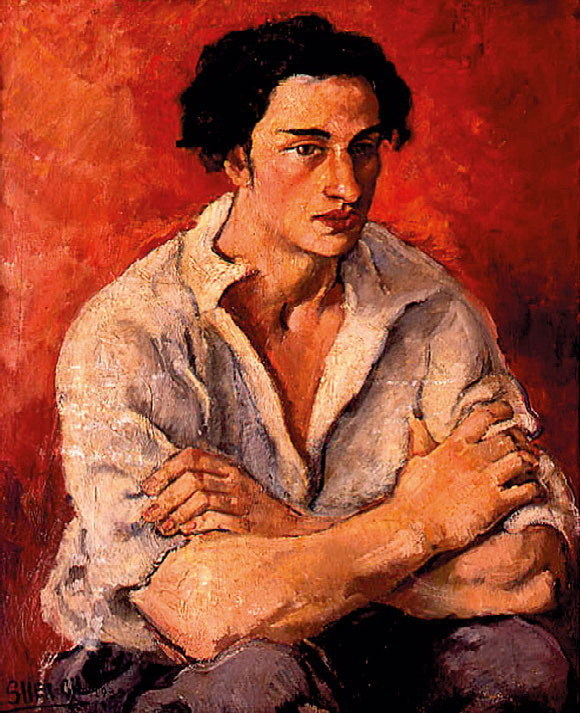
Portrét mladého muže (1930)
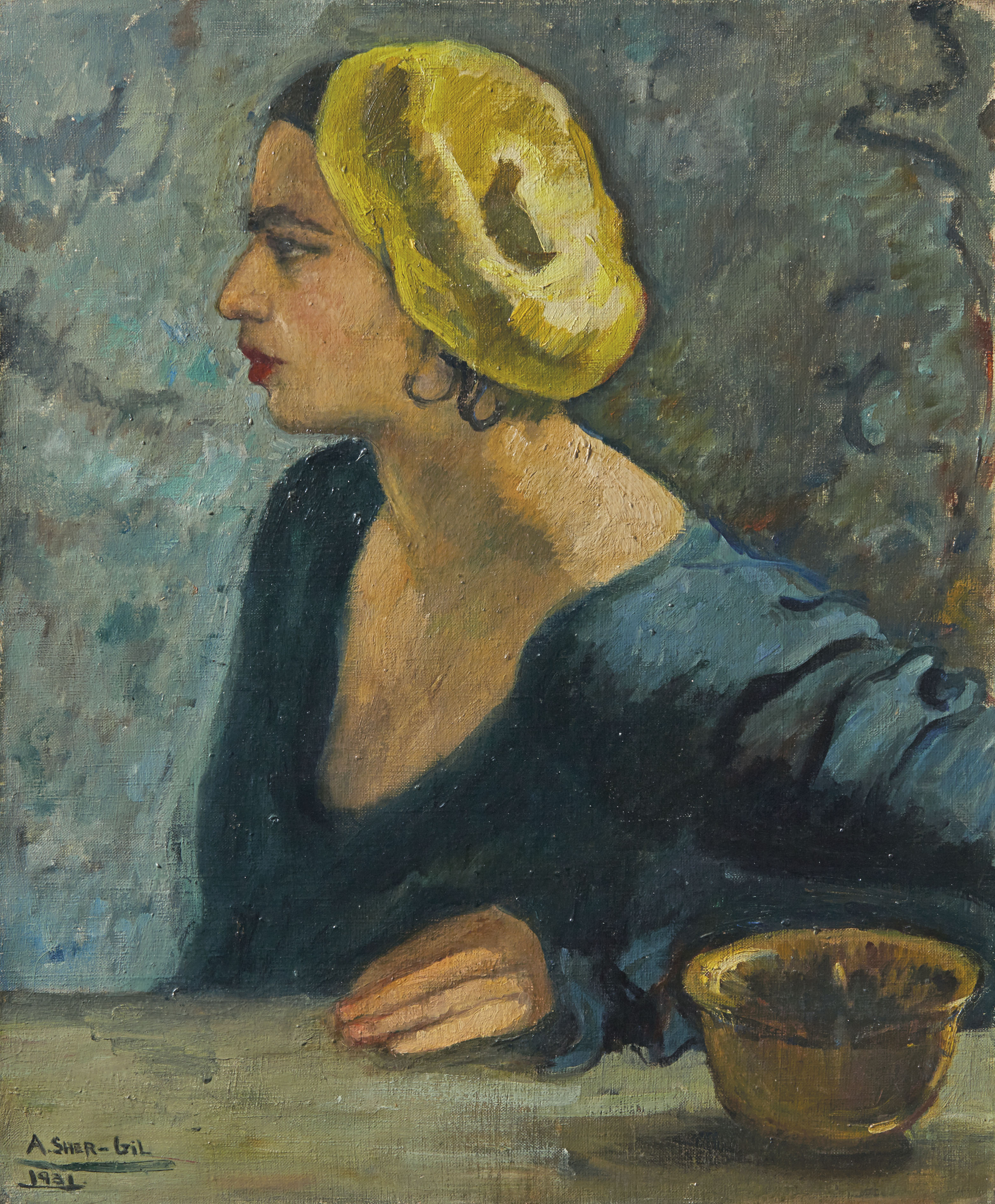
Autoportrét (1931)
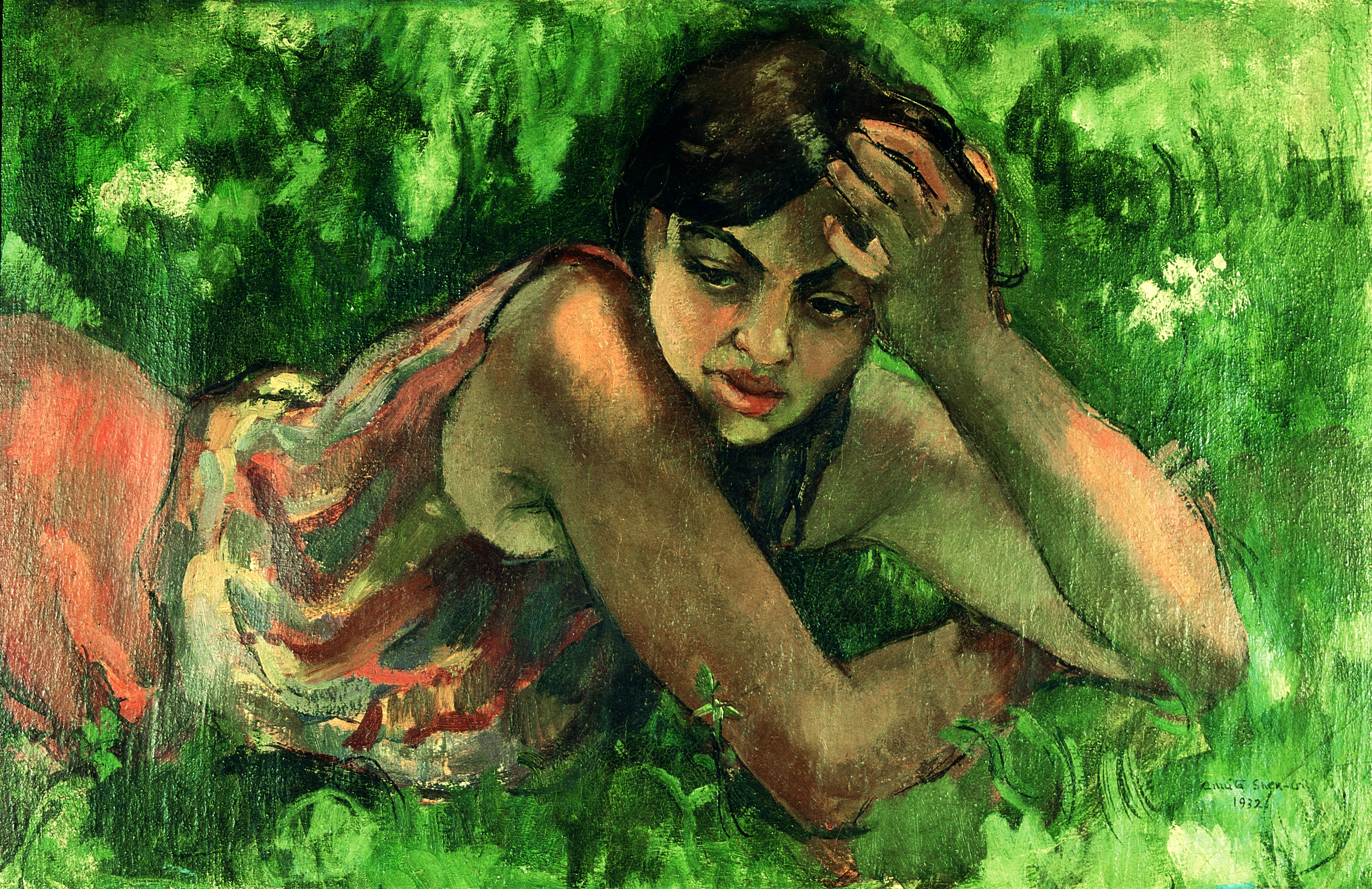
Maďarská cikánská dívka (1932)
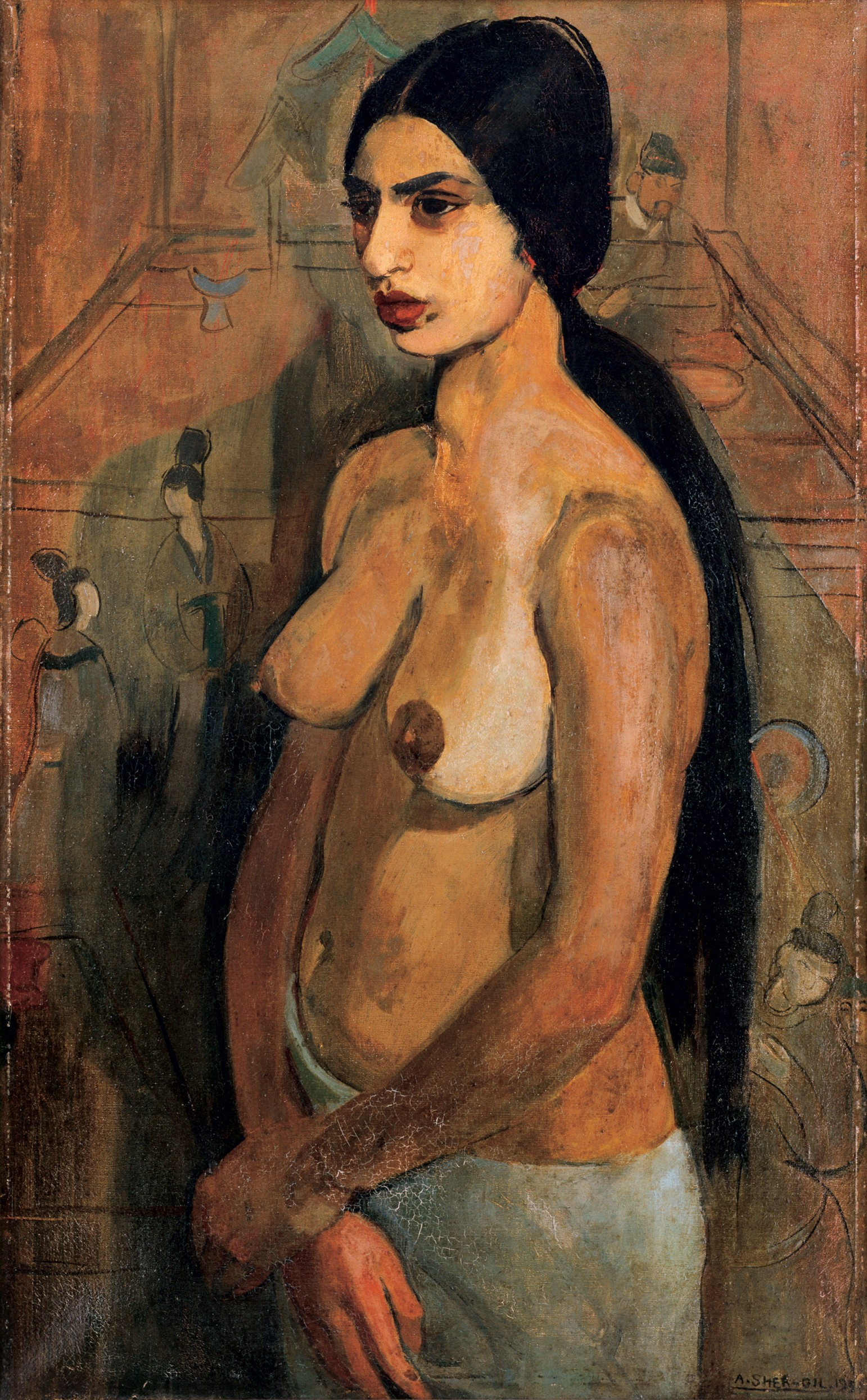
Autoportrét jako Tahiťanka (1934)
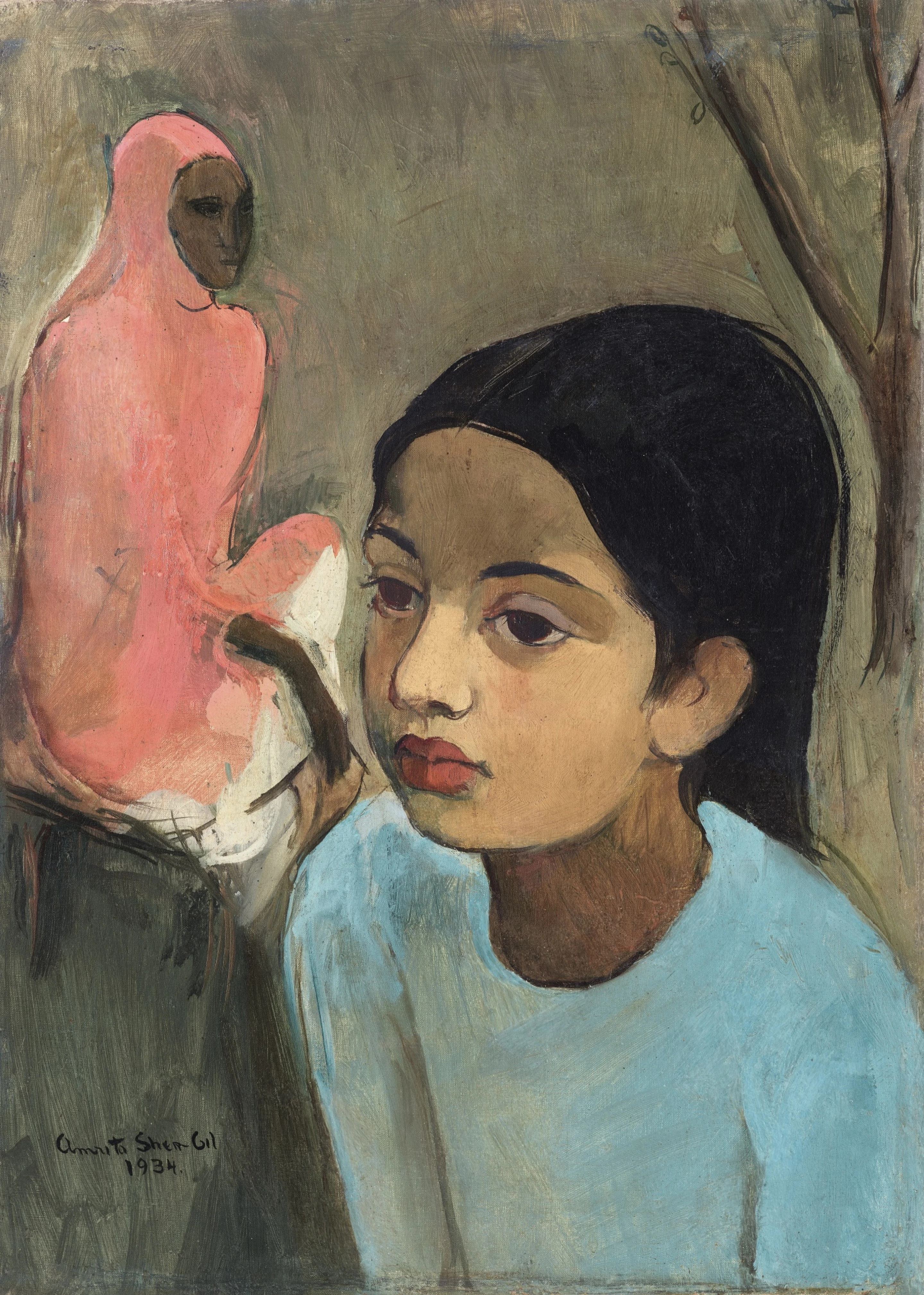
Děvčátko v modrém (1934)
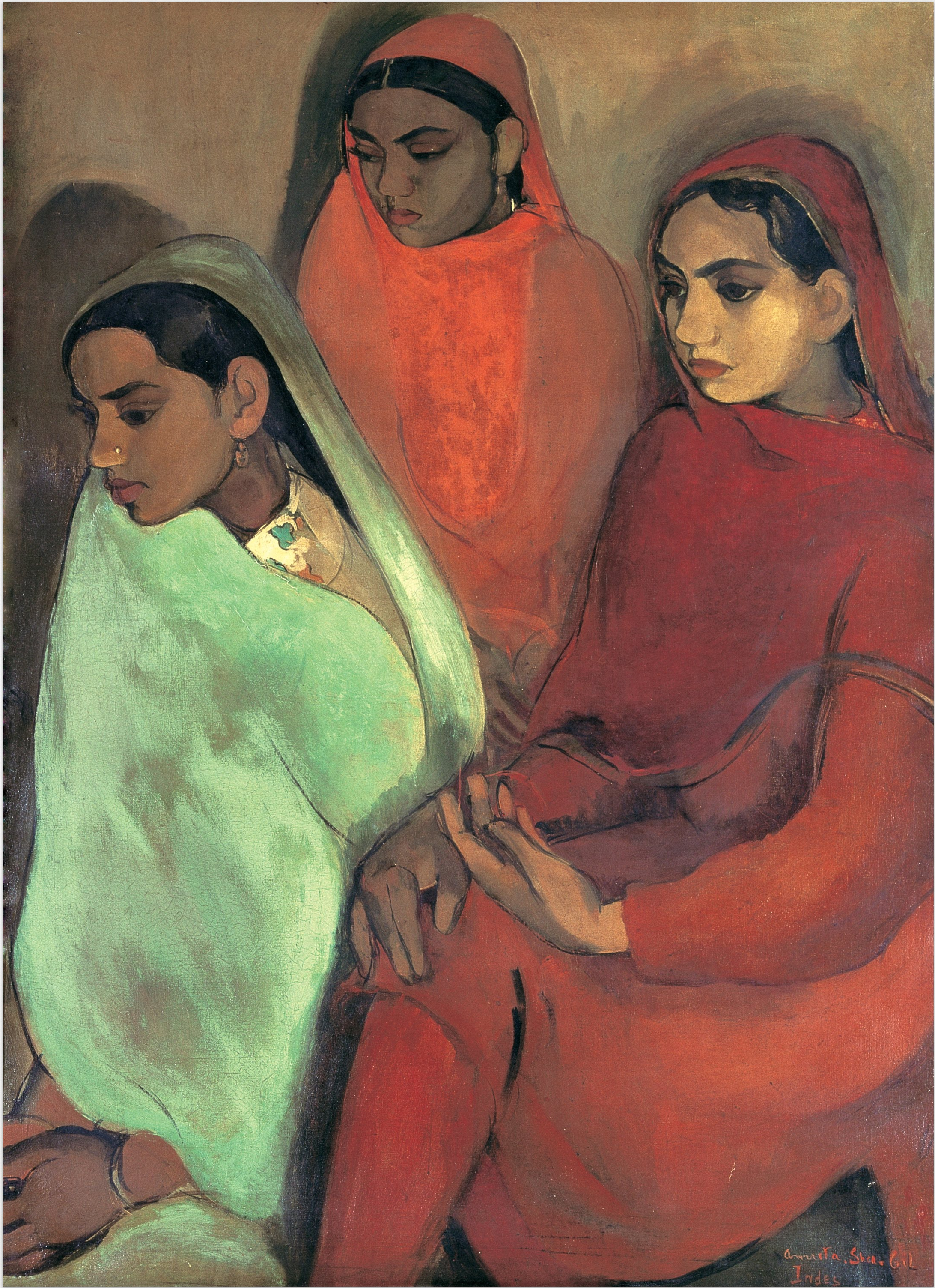
Skupina tří dívek (1935)
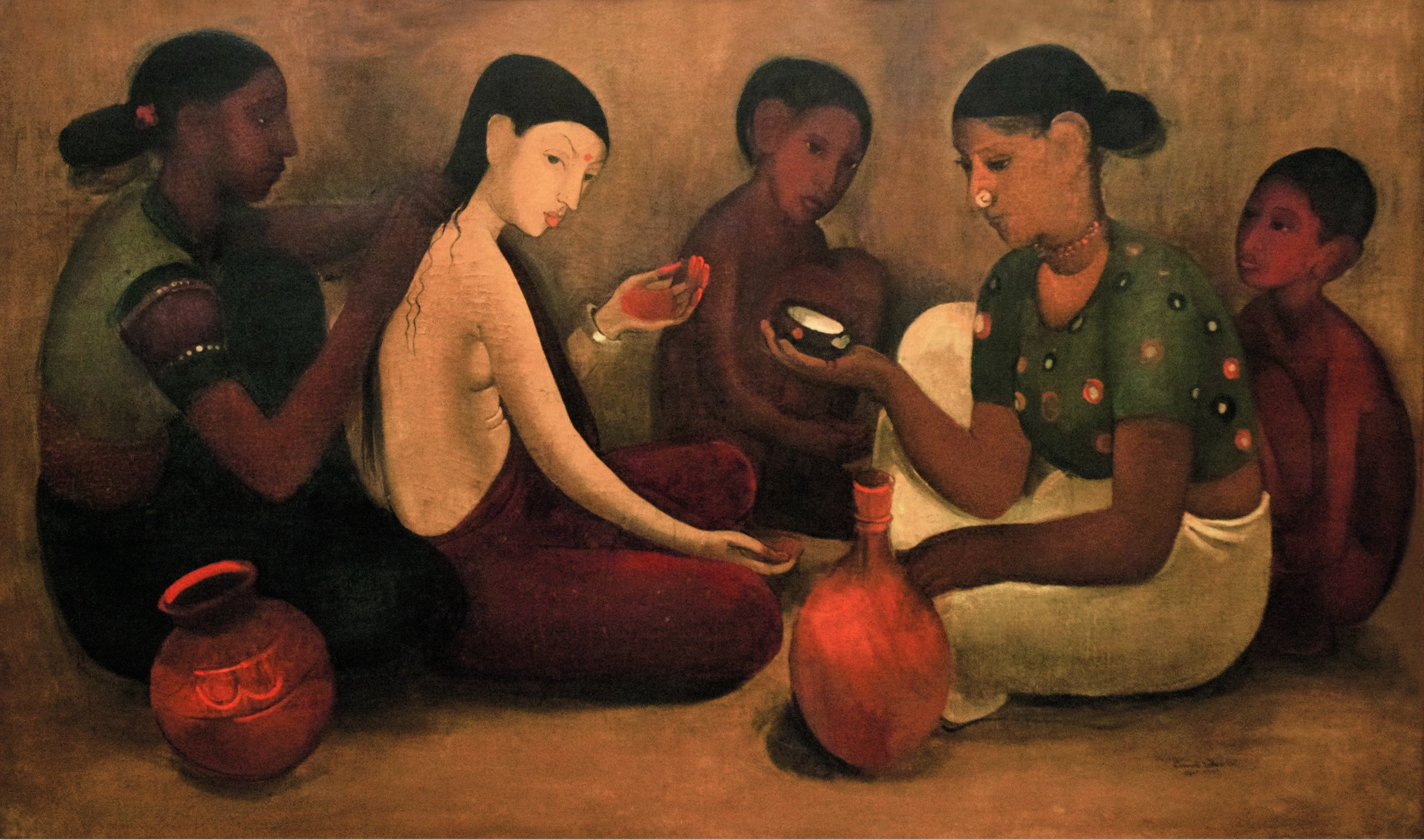
Oblékání nevěsty (1937)
Venkovská scéna (1938)